# Euproctis phaulia
Euproctis phaulia är en fjärilsart som beskrevs av Collenette 1947. Euproctis phaulia ingår i släktet Euproctis och familjen tofsspinnare. Inga underarter finns listade i Catalogue of Life.